# 国民院議員選挙法 (エアフルト連合議会)
国民院議員選挙法（こくみんいんぎいんせんきょほう、ドイツ語: Reichsgesetz über die Wahlen der Abgeordneten zum Volkshause）は、ドイツにおいてエアフルト憲法を審議するエアフルト連合議会の議員の選挙（1849年末から1850年初頭にかけて実施）について規定した法律である。

## 概要

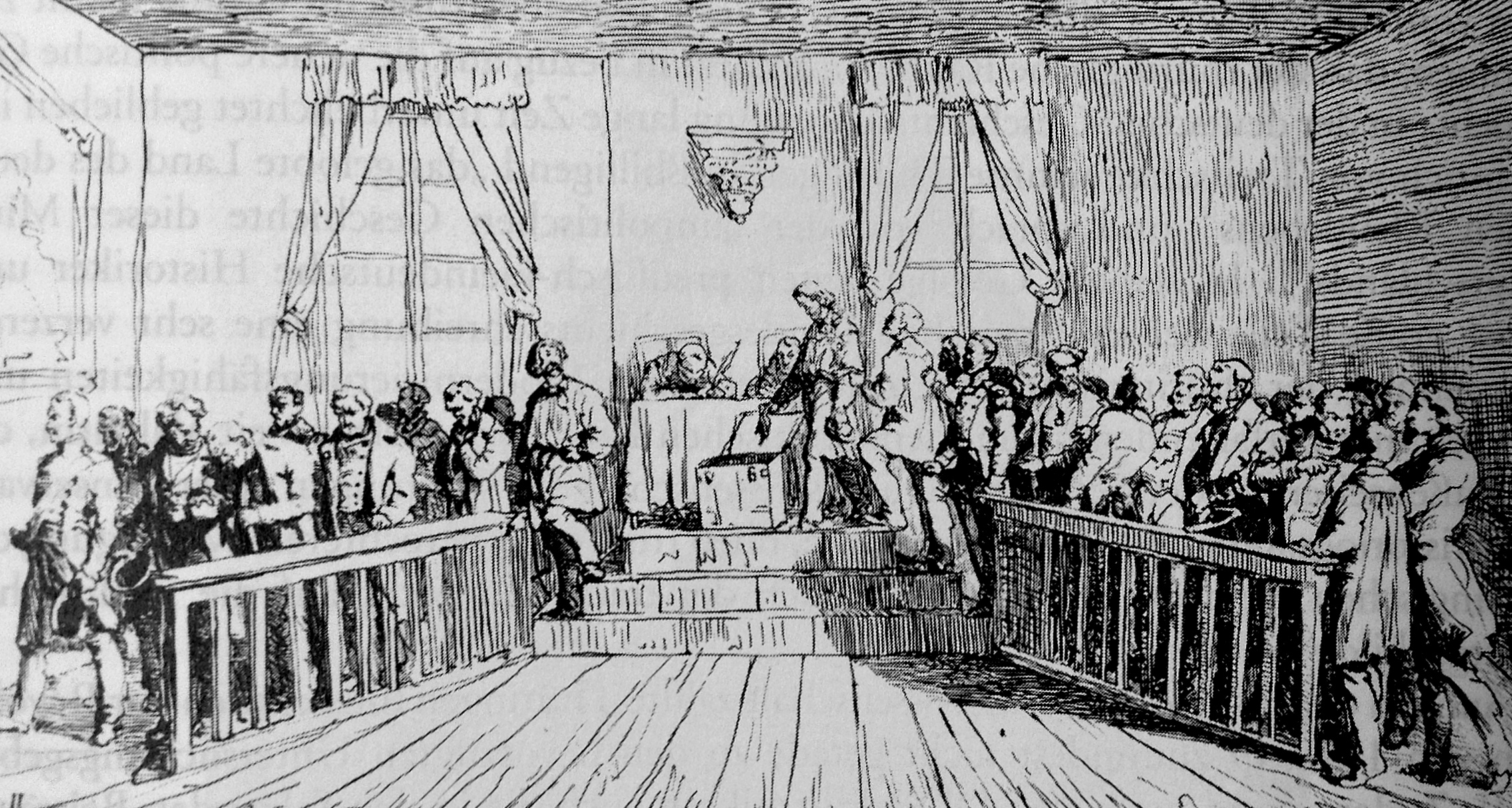
1848年の第一次選挙

本法が適用されたのは、エアフルト連合議会選挙のみである。本法は、フランクフルト憲法に基づく1849年4月12日の国民院議員選挙法をモデルとしていたが、本法は、富裕層を極端に優遇するものであった。本法は、1850年のエアフルト連合の終了とともに廃止され、フランクフルト憲法に基づく国民院議員選挙法は、1866年から1867年にかけての北ドイツ連邦における選挙のモデルとされた。

## 制定
プロイセン王国は、フランクフルト国民議会に公然と反対する以前から、ドイツ国家の新憲法について、他のドイツ諸邦との間で合意する意向を表明していた。1849年5月26日の三王同盟は、エアフルト憲法のみならず、新しい選挙法にも合意していた。いずれについても、そのモデルとされたフランクフルト憲法及びその選挙法に忠実に似通った部分があったが、保守的な意味で修正が加えられていた。
本法は、プロイセンの三級選挙法に基づくものであり、有権者は、納税額に応じて3つの階級に区分された。各階級の有権者数は異なっていたにもかかわらず、それぞれ同数の議員を選出することが可能であった。しかしながら、ハノーファー王国及びザクセン王国の主張の結果、本法は、プロイセンの三級選挙法よりも更に厳しく、直接税を納め、居住地の地方選挙において投票することができる者のみに選挙権が認められた。
その結果、1848年の連邦選挙法に規定されていた「独立」の原則を再び導入したが、その内容は、各邦に委ねることなく定義された。さらに、選挙人団による間接選挙も規定された（11条）。フランクフルト憲法に基づく国民院議員選挙法と同様に、公職にある者（Personen, die ein öffentliches Amt bekleiden）は、国民院議員となるために休職する必要はなかったが、本法においては、公職の議員の費用を負担しなければならない旨が規定された（7条）。これによって、公職にある者が立候補する権利は、著しく制限された。
エアフルト連合の管理委員会（Verwaltungsrat）は、1849年11月17日に第一次選挙を実施する旨を決定した。これは、選挙権を有する市民が選挙人団を選出する選挙であった。選挙人団は、1850年1月31日に、国民院議員を選出した。国民院議員は、各邦によって推薦され、又は選出された。国民院議員選挙の法的根拠と組織については、各邦が責任を負うものとされた。例えば、プロイセンにおいては、1849年11月26日に命令を発出し、他の邦は、法律を制定した。

## 新たな議論
1849年6月25日から27日にかけて、フランクフルト国民議会の前議員であった右派の自由主義者がゴータ会議を開催した。本法は、フランクフルト憲法に基づく国民院議員選挙法から露骨に逸脱しており、最低納税額を条件とする通常の選挙法（Zensuswahlrecht）よりも更に富裕層を優遇するものであった。ハインリヒ・フォン・ガーゲルンを中心とするグループは、本法をプロイセンのものに比べてより厳格なものとすることを望んだ。このような意見は、会議後の意見書にも記載されたが、ゴータ会議は、大略については、本法の草案を受容した。
1850年3月25日、エアフルト連合議会においては、選挙法が再び議題とされた。エアフルト連合議会の連邦院は、憲法に基づき、各邦の選挙法がライヒ選挙法に従わなければならない旨を決定した。これによって、全く同じ三級選挙法が規定されるのではなくて、あらゆる場所において選挙権が制限されて不平等となったのでであった。プロイセンの保守派オットー・テオドール・フォン・マントイフェルは、各邦における民主主義の火種は許されないという理由から、このような決定を正当化した。他方で、自由主義者は、エアフルト連合がドイツ同盟のように反動的な存在となることを恐れていた。そうして、中産階級は、恨みを抱いて、下層階級と連帯するかもしれないのであった。
憲法委員会が連邦院に同調して以降、国民院の本会議において妥協が成立した。その後、ライヒ法において各邦における選挙のあり方を規定することが許されることとなった。プロイセンが優位に立っていたため、このことは、三級選挙法があらゆる場所において施行されることを意味していた。